# 아세틸콜린 수용체

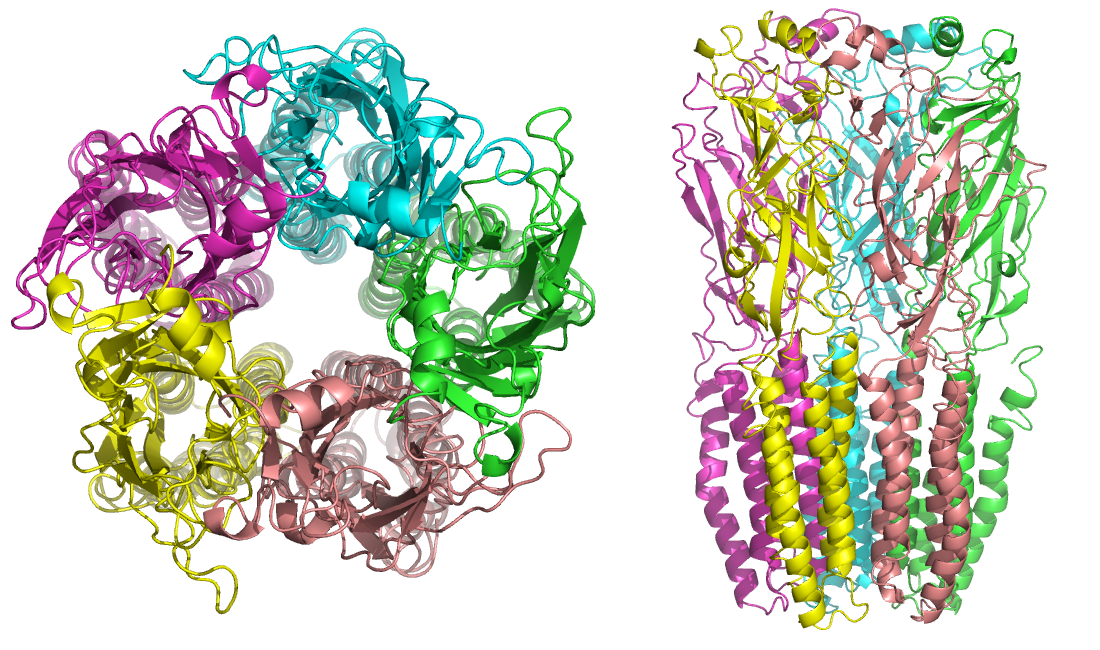
니코틴성 아세틸콜린 수용체의 구조

아세틸콜린

아세틸콜린 수용체(acetylcholine receptor, AChR) 또는 콜린성 수용체(cholinergic receptor)는 아세틸콜린의 수용체로, 니코틴 중독과 알코올 중독에 관여하는 수용체로 알려져 있다.

## 분류
다른 막관통 수용체와 마찬가지로 아세틸콜린 수용체는 약리학적 특징, 즉 서로 다른 분자들에 대한 친화력과 민감성에 따라 분류된다. 모든 아세틸콜린 수용체들은 그 정의에 맞게 아세틸콜린에 반응하지만, 종류에 따라 서로 다른 분자에도 반응한다.
- 니코틴성 아세틸콜린 수용체(nAChR, 또는 이온성 아세틸콜린 수용체)는 특히 니코틴에 잘 반응한다. nAChR은 Na+, K+, Ca2+ 통로이기도 하다.
- 무스카린성 아세틸콜린 수용체 (mAChR, 또는 대사성 아세틸콜린 수용체)는 특히 무스카린에 잘 반응한다.

양쪽 아세틸콜린 수용체 모두 콜린성 수용체의 두 주된 종류이다.
분자생물학을 통해 두 수용체는 서로 다른 단백질 슈퍼패밀리에 속한다는 것이 알려져 있다. 니코틴성 수용체는 Nm과 Nn의 두 종류로 구성되어 있다. Nm은 종말판전위(EPPs)를 통해 골격근의 근수축을 일으키는 신경근 접합부에 위치한다. Nn은 자율신경절에서 탈분극을 일으켜 신경절 이후 자극을 유발한다. 니코틴성 수용체는 부신속질에서 카테콜아민이 방출되도록 하며 뇌의 특정 부위에서 흥분 또는 억제가 일어나도록 한다. Nm과 Nn은 모두 Na+, Ca2+ 통로와 연결되어 있으나 Nn은 추가로 K+ 통로와도 연결되어 있다.

### nAChR
nAChR은 리간드 개폐 이온 통로로, 다른 시스테인 고리 리간드 개폐 이온 통로 슈퍼패밀리에 속하는 수용체들과 마찬가지로 다섯 개의 단백질 소단위체로 구성되어 있다. 단백질 소단위체들은 대칭적으로 배열되어 있다. 소단위체 구성은 신체의 조직마다 크게 다르다. 각 소단위체는 세포막에 걸쳐 있는 네 개의 부위(regions)로 이루어져 있으며 20여 개의 아미노산으로 구성되어 있다. 구멍(pore)의 내강에 가장 가까운 부위 II가 구멍을 둘러싸고 있다.
두 알파 소단위체 각각의 N 말단에 아세틸콜린이 결합하면 모든 M2 나선이 15° 회전한다. nAChR의 세포질 쪽은 큰 음전하를 띈 고리를 가지고 있어 수용체가 어떤 양이온에 특이적인지를 결정하며, 수용액에 녹아 있는 이온에 의해 종종 형성되는 수화 껍질(hydration shell)을 제거한다. 구멍 내강 안에 있는 수용체의 중간 부위에는 발린과 류신 잔기(Val 255, Leu 251)가 물이 제거된 이온이 지나가야 하는 소수성 부위를 만든다.
nAChR은 신경근 접합부 시냅스 이후 쪽의 접힘부 가장자리에 위치한다. 시냅스를 가로질러 분비된 아세틸콜린에 의해 활성화된다. 수용체를 통한 Na+과 K+의 확산은 탈분극과 종말판전위를 발생시켜 전압 개폐 나트륨 통로가 열리게 하고, 이로 인해 활동전위가 만들어져 근수축이 일어날 수 있게 된다.

### mAChR
nAChR과 대조적으로 mAChR은 이온 통로가 아니며, 이차 전달자를 통해 다른 이온 통로를 활성화시키는 G단백질 연결 수용체(GPCR)의 슈퍼패밀리에 속한다. 무스카린 아세틸콜린성 수용체는 세포 바깥의 아세틸콜린에 결합하면 G단백질을 활성화시킨다. G단백질의 알파 소단위체는 구아닐산 고리화효소(세포내 cAMP 효과를 억제)를 활성화시키며, 베타-감마 소단위체는 칼륨 통로를 활성화시켜 세포를 과분극시킨다. 이 결과 심장의 활동은 감소한다.

## 기원과 진화
아세틸콜린 수용체는 GABA 수용체, 글라이신 수용체, 5-HT3 수용체와 관련되어 있다. 이들의 비슷한 단백질 서열과 유전자 구조는 이들이 공통 조상 수용체에서 진화했다는 것을 강력하게 시사한다. 이 수용체들에서 고작 3개의 아미노산만 변하는 등의 비교적 사소한 돌연변이만 발생해도 아세틸콜린에 의한 양이온 선택적 통로가 음이온 선택적 통로로 바뀔 수 있다. 이를 통해 진화 도중에는 아주 근본적인 속성의 변화조차도 비교적 쉽게 일어날 수 있다는 것을 알 수 있다.

## 약리학
아세틸콜린 수용체 조절자들은 작용하는 수용체의 아형에 따라 구분할 수 있다.
| 약물                                                                                         | Nm  | Nn | M1 | M2 | M3 |
| -------------------------------------------------------------------------------------------- | --- | -- | -- | -- | -- |
| 아세틸콜린, 카르바콜, 메타콜린, AChEI (피소스티그민, 갈란티민, 네오스티그민, 피리도스티그민) | +   | +  | +  | +  | +  |
| 니코틴, 바레니클린                                                                           | +   | +  |    |    |    |
| 석시닐콜린                                                                                   | +/- |    |    |    |    |
| 아트라큐리움, 베큐로니움, 투보쿠라린, 판큐로니움                                             | -   |    |    |    |    |
| 에피바티딘, DMPP                                                                             |     | +  |    |    |    |
| 트리메타판, 메카밀라민, 부프로피온, 덱스트로메토르판, 헥사메토니움                           |     | -  |    |    |    |
| 무스카린, 옥소트레모린, 베타네콜, 필로카르핀                                                 |     |    | +  | +  | +  |
| 아트로핀, 톨테로딘, 옥시부티닌                                                               |     |    | -  | -  | -  |
| 베다클리딘, 탈사클리딘, 엑사노멜라인, 이프라트로피움                                         |     |    | +  |    |    |
| 피렌제핀, 텔렌제핀                                                                           |     |    | -  |    |    |
| 메톡트라민                                                                                   |     |    |    | -  |    |
| 다리페나신, 4-DAMP, 솔리페나신                                                               |     |    |    |    | -  |

## 임상적 중요성
니코틴성 아세틸콜린 수용체는 쿠라레, 헥사메토니움 같은 약물, 또는 알파 분가로톡신 같은 뱀, 개류 등의 독에 존재하는 독소에 의해 차단될 수 있다. 신경근 차단제 같은 약물은 신경근 접합부의 니코틴성 수용체에 가역적으로 결합하여 마취 등에 사용할 수도 있다. 니코틴성 수용체는 니코틴이 효과를 내는 데에 주된 매개자 역할을 한다. 중증 근무력증에서는 신경근 접합부의 니코틴성 수용체를 표적으로 하는 항체가 만들어져 근위축을 초래한다.
무스카린성 아세틸콜린 수용체는 아트로핀, 스코폴라민 등의 약물에 의해 차단될 수 있다.
선천성 근무력증(CMS)은 신경근 접합부의 여러 결함으로 인한 유전성 신경근 질환이다. 신경절 이후의 결함이 CMS의 가장 흔한 원인이며 종종 비정상적인 니코틴성 아세틸콜린 수용체를 만든다. CMS를 일으키는 주된 돌연변이는 AChR 소단위체를 암호화하는 유전자에서 발견된다.
CMS와 관련된 모든 돌연변이 중 절반 이상이 성인 아세틸콜린 수용체 소단위체를 암호화하는 네 개의 유전자 중 하나에서 발생한다. AChR 돌연변이로 인해 종종 종말판이 만들어지지 않기도 한다. AChR 돌연변이의 대부분은 알파5 니코틴성 아세틸콜린 수용체를 암호화하는 CHRNE 유전자의 돌연변이로, 이 돌연변이가 발생하면 중독에 더 취약해진다. CHRNE 유전자는 AChR의 입실론 소단위체를 암호화한다. 대부분의 돌연변이는 상염색체 열성, 기능 소실 돌연변이로서 발생 시 종말판 AChR의 부재로 이어진다. CHRNE는 AChR의 운동성 변화에 관여한다. AChR의 입실론 소단위체에 발생하는 돌연변이 중 한 유형의 경우 아르지닌을 α/ε 소단위체 접촉 부분의 결합 부위에 도입한다. 양이온성 아르지닌이 음이온성 환경인 AChR에 추가되면 수용체의 운동성이 크게 감소한다. 새로 도입된 아르지닌으로 인해 작용제에 대한 친화성은 30배, 통로 효율성이 75배 감소하며 통로가 열릴 가능성도 매우 떨어진다. 이런 유형의 돌연변이는 CMS 중에서도 극히 치명적인 유형의 원인이 된다.

## 같이 보기
- 콜린성
- 아세틸콜린
- 니코틴성 아세틸콜린 수용체
- 무스카린성 아세틸콜린 수용체
- 아드레날린 수용체